# Boom! Shake the Room
Boom! Shake the Room is een nummer van het Amerikaanse hiphopduo DJ Jazzy Jeff & The Fresh Prince uit 1993. Het is de tweede single van hun vijfde studioalbum Code Red.
Het nummer werd een grote hit in Amerika, West-Europa en Oceanië. Het haalde de nummer 1-positie in het Verenigd Koninkrijk, Spanje, Ierland en Australië. In de Amerikaanse Billboard Hot 100 haalde het de 13e positie, en in de Nederlandse Top 40 haalde het de 19e positie.